# Пси⁵ Возничего
Пси5 Возничего (ψ5 Aur, ψ5 Возничего) — звезда в созвездии Возничего. Это плохо различимая невооружённым взглядом звезда с видимой звёздной величиной в 5,25. На основе измерений, проделанных миссией Hipparcos, было установлено, что расстояние до звезды составляет 53,9 светового года от Солнца. У звезды есть оптический компаньон на расстоянии в 36 угловых секунд с звёздной величиной +8.4.
Спектр звезды причисляет её к жёлтым карликам, по спектральному классу — G0 V. Примерный возраст звезды — 4 миллиарда лет, она схожа по размерам, массе и составу с Солнцем.
Избыточное инфракрасное излучение говорит о наличии у звезды пылевого диска. Судя по средней температуре в 60 K, диск начинается на дистанции в 29 а. е. от звезды. Совокупная масса диска составляет примерно половину от массы земной Луны, и появился он порядка 600 миллионов лет назад. У звезды искали экзопланеты — но не обнаружили их признаков.